# Fondo del Bicentenario
El Fondo del Bicentenario es un fondo especial para garantizar el pago de los intereses de la deuda externa, creado por la entonces presidenta de Argentina, Cristina Fernández, en diciembre de 2009, mediante un decreto de necesidad y urgencia (DNU). La intención de la entonces presidenta Fernández fue recurrir a fondos de baja tasa de interés, con el fin de reducir la carga financiera sobre el tesoro nacional y promover la recuperación económica luego de la Crisis económica global de 2008-2009. Adicionalmente, el presidente del Banco Central, Martín Redrado, decidió no cumplir con el DNU que creó el fondo, originando una seria confrontación con el Poder Ejecutivo Nacional. Finalmente la presidenta derogó el decreto de creación del Fondo del Bicentenario, que luego fue declarado nulo por el Congreso.

## Creación del Fondo del Bicentenario
Durante 2003, el gobierno de Néstor Kirchner logró negociar una reprogramación de las obligaciones con los organismos financieros multilaterales (Fondo Monetario Internacional, Banco Mundial, Banco Interamericano de Desarrollo y otros menores que se encontraban en default desde diciembre de 2001 y cuyos fueron regularizados en 2005. Para octubre de 2012 ya se habían pagado más de 270.000 millones de dólares, reduciéndose el peso de la deuda externa del 153.6% al 34.7%  del PBI
A fines de diciembre de 2009, el gobierno de Cristina Fernández de Kirchner lanzó el Fondo del Bicentenario, un fondo de USD 6.569 millones, creado con el excedente de reservas del Banco Central, con el fin de garantizar el pago de los intereses de la deuda externa y reducir los intereses del financiamiento externo. 
La medida del gobierno explícitamente estuvo apoyada en una filosofía económica contraria a la escuela neoliberal, que dominaba la política económica argentina entre 1985 y 2001. Alineándose con una corriente económica heterodoxa no neoliberal, bajo la disponibilidad de reservas excedentes, esos montos pueden ser utilizados para mejorar el desempeño de la economía argentina. En este caso, el razonamiento económico considera que el Estado recibe entre un 0,3% y un 0,5% por los fondos que componen las reservas, mientras que debiera pagar un 14%, unas treinta veces más, para obtener financiamiento internacional. Por lo tanto la posibilidad de utilizar las reservas excedentes, reduce unas 30 veces los intereses que el Estado debería pagar. Complementariamente, la garantización del pago de la deuda externa, reduce la incertidumbre y con ella el riesgo país de Argentina, mejorando el acceso al financiamiento de las empresas privadas y la inversión. En este caso, la creación del Fondo del Bicentenario, es una manera de desendeudarse y cumplir los pagos de la deuda comprometidos, sin ajustar el gasto del Estado para reducir las partidas destinadas al bienestar social y el fomento del crecimiento económico. Redrado años antes había avalado la decisión del presidente Duhalde utilizar el excedente de reservas del Banco Central para el pago de los 10 000 millones de dólares para el pago de la deuda total con el FMI. Meses antes el jefe del BCRA había quedado en entredicho tras operatoria de compra y venta de títulos por 11 mil millones de pesos que llevó adelante Redrado, que le habría hecho perder al Estado 5127 millones. La maniobra le generó grandes pérdidas patrimoniales al Estado mediante una serie de operaciones financieras para favorecer a los Banco Mariva y Banco Macro este último cercano a Redrado.
En sentido contrario políticos de la oposición criticaron la medida: desde posiciones de izquierda que sostuvieron que la deuda externa no debía ser pagada, anula la autonomía del Banco Central, aumenta el gasto público. El siete de octubre se produjo creación del Fondo del Bicentenario y creó el Fondo del Desendeudamiento. El Congreso declaró nulo el primer decreto.

## Reacción del presidente del Banco Central
Pasados varios días desde la sanción del Decreto 2010/2009, el Redrado no había abierto la cuenta a nombre del Tesoro, ni depositado en la misma los 6.569 millones de dólares que mandaba la norma. El presidente del Banco Central, Martín Redrado, no informó públicamente que había decidido desobedecer el Decreto 2010/2009, pero el Poder Ejecutivo Nacional consideró la demora como una maniobra intencional destinada a incumplir la norma legal. Con posterioridad, Redrado confirmaría que había decidido personalmente desobedecer. Ante la demora en la implementación del fondo, fue destituido como presidente del BCRA por incumplimiento y fraude de los deberes de funcionario público. Para ello, la presidenta de la Nación convocó de urgencia a todos los ministros que integran el Gabinete Nacional, los cuales refrendaron la decisión.
Hernán Martín Pérez Redrado fue denunciado por "incumplimiento de los deberes de funcionario público y mala conducta"; ante el juzgado federal número 5, a cargo del juez Norberto Oyarbide, con la firma del procurador general del Tesoro, el exjuez Osvaldo Guglielmino. El diputado de Proyecto Sur, Claudio Lozano, lo denunció a Redrado por una operatoria de compra y venta de títulos públicos por 11 mil millones de pesos; de acuerdo a la acusación, la misma le habría hecho perder al Estado 5127 millones de pesos, en beneficios de los bancos Mariva y Macro Marcos Eduardo Moiseeff ―gerente de asuntos legales del BCRA― lo denunció por supuesto «abuso de poder» porque había sido designado subgerente durante el interinato de Pesce y removido luego por Redrado.
Fue sucedido por el economista Miguel Ángel Pesce, hasta entonces vicepresidente del BCRA.

Estamos en presencia de un capricho de un señor que cree que es el ombligo del mundo y es una falta de respeto a los argentinos [...] Todo esto lo muestra como es [...] Es otro de los tantos mamarrachos a los que este señor ha sometido a los argentinos y al Gobierno nacional.
Aníbal Fernández

## Reacciones
Eduardo Barcesat sostuvo que la decisión presidencial era legítima y denunció a Redrado por cometer diversos delitos penales. La Asociación de Bancos Argentinos (ADEBA) cuestionó la decisión de Redrado y pidió que aceptara su deposición. Sostuvieron que "ningún interés personal o corporativo es superior al interés de la Nación".
Al día siguiente tres diputados opositores presentaron un amparo ante la jueza María José Sarmiento, quien ese mismo día reabrió el juzgado -que se encontraba de feria por vacaciones- y dictara dos fallos cautelares: En el primero hizo lugar a un pedido de diputados de la Coalición Cívica y PRO para interrumpir la creación del fondo y el segundo reponiendo a Redrado. En agosto de 2010, Redrado fue imputado ante la justicia federal en una causa en la que había sido denunciado penalmente en la Justicia federal en marzo de ese año, por presuntos gastos sin la autorización del directorio, entre los que se encontraban la contratación de clases de arte, la suscripción a diarios y revistas y la compra de aires acondicionados, etc.

[...] "La injustificada premura del Poder Ejecutivo en ejecutar el decreto inhibe el juego institucional de la República, al tratar de evitar a rajatabla la participación del Poder Legislativo" [...]

El fallo puso foco en la jueza quien ingresó por decreto al Poder Judicial en 1979, nombrada por el dictador Jorge Rafael Videla, y es magistrada desde 1994. Sarmiento es hija del teniente coronel Luis Sarmiento, quien durante la dictadura militar formó parte en la secretaría de Inteligencia del Estado (SIDE), fue ministro de Gobierno de Misiones y a principios de los 80, en pleno apartheid, fue delegado del organismo de inteligencia en Sudáfrica y posteriormente sería procesado por delitos de less humanidad Durante el último trimestre de 2006 la Fiscalía Federal de Misiones requirió la detención e indagatoria de Luis Alberto Sarmiento - padre de la jueza- Eugenio Guañabens Perelló, Lorennzo Montiel y Aldo Roberto Arenaz por las privaciones ilegales de la libertad y las torturas sufridas por varias víctimas", finalmente Sarmiento sería detenido en 2010. Meses antes tras la detención por orden de la justicia misionera de su padre la jueza amenazó al gobierno luego de que la Gendarmería se dispuso a detener, en su casa, al padre de María José Sarmieno quienes cometieron delitos de lesa humanidad deben dar cuenta ante la Justicia.
Tras desobedecer fallos de la corte suprema, se retiraría de la vida judicial en 2017
Ese mismo día, el gobierno intentó apelar la medida, pero no pudo hacerlo debido a que la jueza se retiró del juzgado, dejando el mismo cerrado con candado. El gobierno cuestionó a la jueza por habilitar el juzgado para resolver con urgencia la petición de Redrado y no hacer lo mismo con la petición del Poder Ejecutivo Nacional, dejando trascender que la jueza actuó con enemistad a causa de su política de derechos humanos, ya que la magistrada se encuentra estrechamente vinculada con personas que defienden a los militares acusados de crímenes contra la humanidad, siendo su propio padre un militar que se desempeñó en el área de inteligencia de la última dictadura militar. La magistrada declaró que solo recibiría la apelación en su despacho -el oficio fue enviado mediante un móvil de la Policía Federal Argentina a su dirección particular- y a partir del primer día hábil posterior a su decisión. El abogado penalista Eduardo Barcesat lo denunció frente a la Justicia Federal en marzo de ese año, por presuntos gastos sin la autorización del directorio, entre los que se encontraban la contratación de clases de arte, la suscripción a diarios y revistas y la compra de aires acondicionados. Paralelamente el diputado de Proyecto Sur Claudio Lozano, presentó una denuncia penal contra Redrado, según la denuncia Redrado hizo una operatoria de compra y venta de títulos públicos por más de 11 mil millones de pesos, que le habría hecho perder al Estado 5127 millones, con la intención aparente de favorecer al Banco Mariva y Banco Macro en una especulación con bonos.
También el exasesor de prensa de Redrado en el Banco Central, Juan Caruso, fue despedido sin previo aviso y sin indemnización, luego de trabajar tiempo completo para el economista entre julio de 2010 y julio de 2012.
El 29 de enero de 2010 Martín Redrado presentó su renuncia como presidente del Banco Central de la República Argentina, y la emitió por una conferencia de prensa durante la noche en el Hotel Marriott, en Retiro. Aníbal Fernández (Jefe de Gabinete), aseguró en declaraciones al canal de noticias C5N, que la presidenta no le aceptaría la renuncia a Redrado. "Para nosotros la renuncia no existe", aseguró el jefe de Gabinete. Finalmente el 3 de febrero de 2010 su destitución es confirmada por una comisión bicameral del Congreso y asume en su lugar Mercedes Marcó del Pont la primera mujer al frente de un Banco Central en América Latina